# Alexandra Kitchinová
Alexandra „Xie“ Rhoda Kitchinová (Xie se čte [Iksi], nepřechýleně Alexandra Kitchin; 29. září 1864 – 6. dubna 1925) byla známá „dětská přítelkyně“ a oblíbená fotomodelka anglického spisovatele a fotografa Lewise Carrolla (Charlese Lutwidge Dodgsona).

## Životopis
Byla dcerou reverenda George Williama Kitchina (1827–1912), který byl Dodgsonovým kolegou v Christ Church, Oxford, a později se stal děkanem Winchesteru a děkanem z Durhamu. Její kmotra byla Alexandra Dánská, tehdy princezna z Walesu, která byla přítelkyní její matky z dětství. Xie měla tři mladší bratry: George Herberta, Hugha Bridgese a Brooka Taylora a mladší sestru Dorothu Maud Mary. Všichni se objevili na Dodgsonových fotografiích.
Dodgson Alexandru fotografoval přibližně padesátkrát od čtyř let až těsně do šestnáctých narozenin. Díla, která společně vytvořili, často ve formě tableau vivant (živých obrazů), jsou běžně známé sběratelům, kurátorům a současným umělcům, kteří jsou nimi inspirováni jako obrázky „Xie“ (čteno „Ecksy“ nebo „Iksi“ – mladičká forma Alexandry). Z jeho původního portfolia však zbyla méně než třetina.
Obecně se uvádí, že Carrollovi jednou položili otázku „Jak dosáhnete dokonalosti ve fotografii?“ A poté odpověděl: „Dejte Xie před objektiv.“ Ve skutečnosti jí dopisem ze dne 16. června 1880 napsal: „Tady je hádanka -„ Jaký je nejlepší způsob, jak zajistit dokonalost na fotografii? “ Odpověď: „Nejprve si vezmeš „lence“ (lens = objektiv) a potom před něj položíš „ecce“. Jako slovní hříčku použil „ecce“, latinské slovo pro „ejhle.“
Provdala se za Arthura Cardewa, úředníka a nadaného amatérského muzikanta dne 17. dubna 1890. Měli šest dětí: Penelope (* 1891), Christopher (* 1894), Richard (1898–1918), Michael (1901–1983), Filip (* 1903) a Arthur (* 1906). Rodina zůstávala na adrese 4 North View, Wimbledon Common, Londýn, až do smrti Xie. V Sauntonu měli také venkovský dům. Je pohřbena na hřbitově Putney Vale.
Na rozdíl od Alice Liddellové, Isy Bowmanové a dalších Dodgsonových „dětských přátel“, Xie nikdy nezveřejňovala vzpomínky na něho.

## V populární kultuře
- Hra Xie od Justina Sherina.

## Galerie

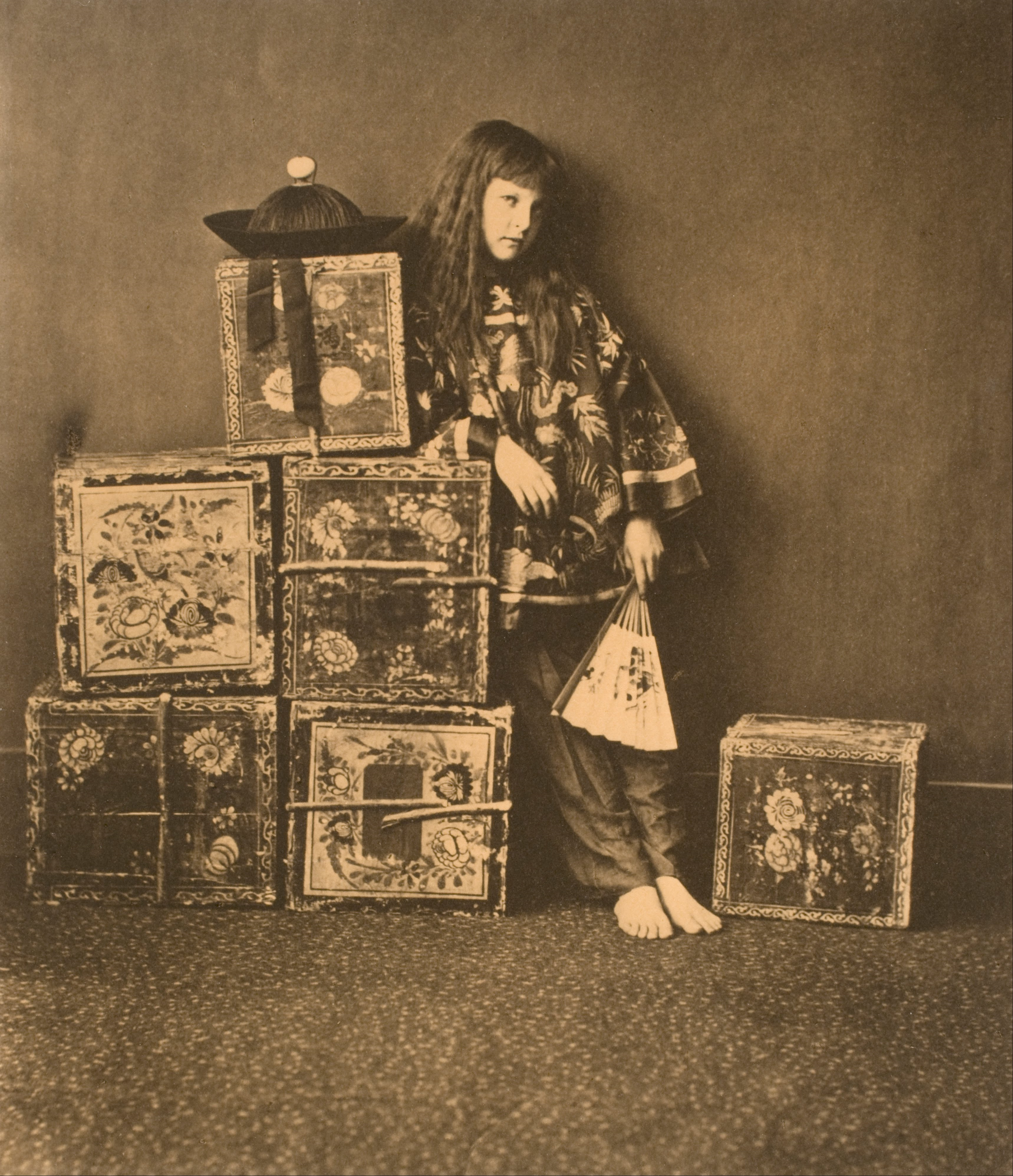
Lewis Carroll: Xie Kitchinová jako obchodnice v obchodě s čajem, 14. července 1873
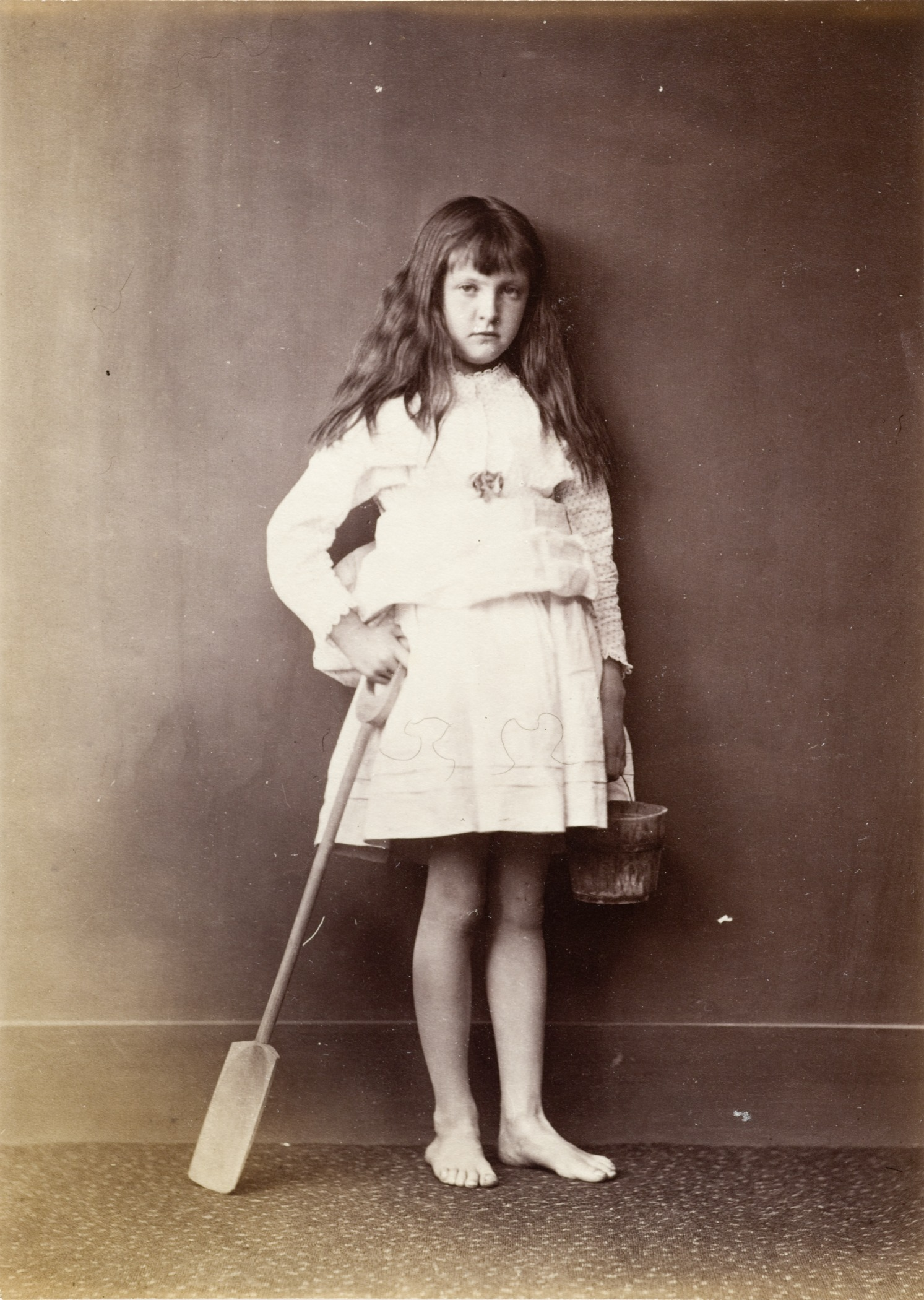
Xie Kitchinová s kbelíkem a rýčem
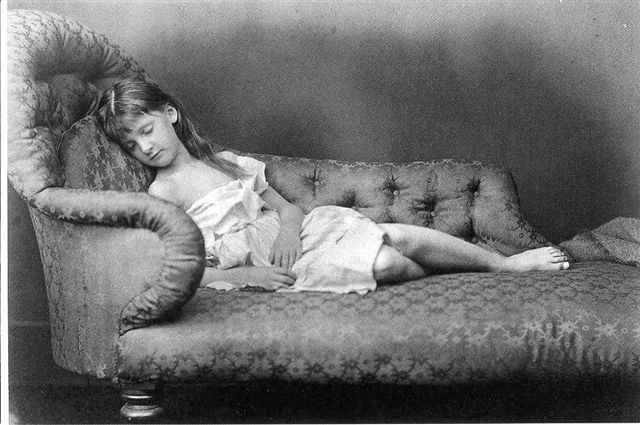
Alexandra Xie Kitchinová, 1873
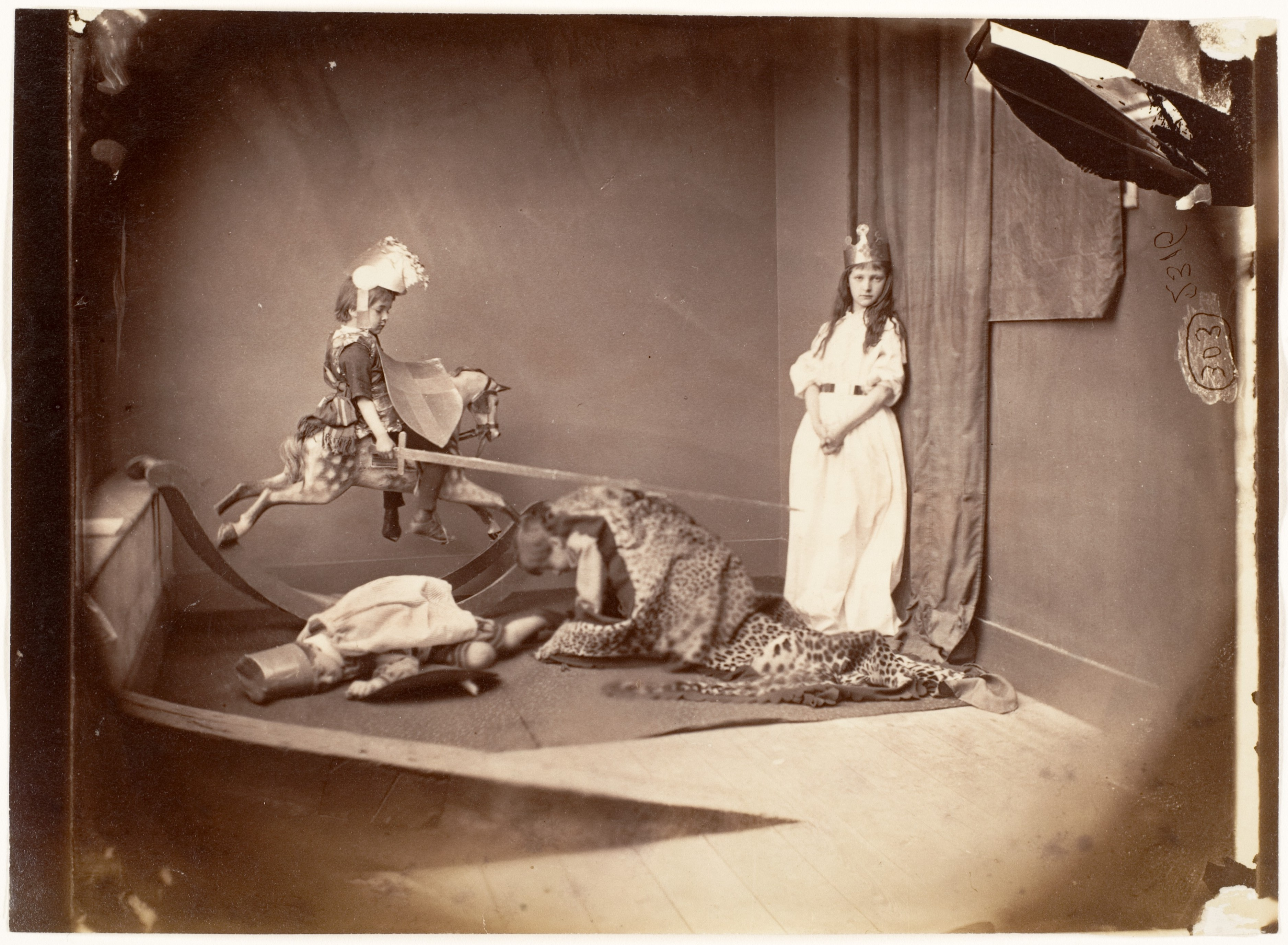
Svatý Jiří a drak, 26. června 1875
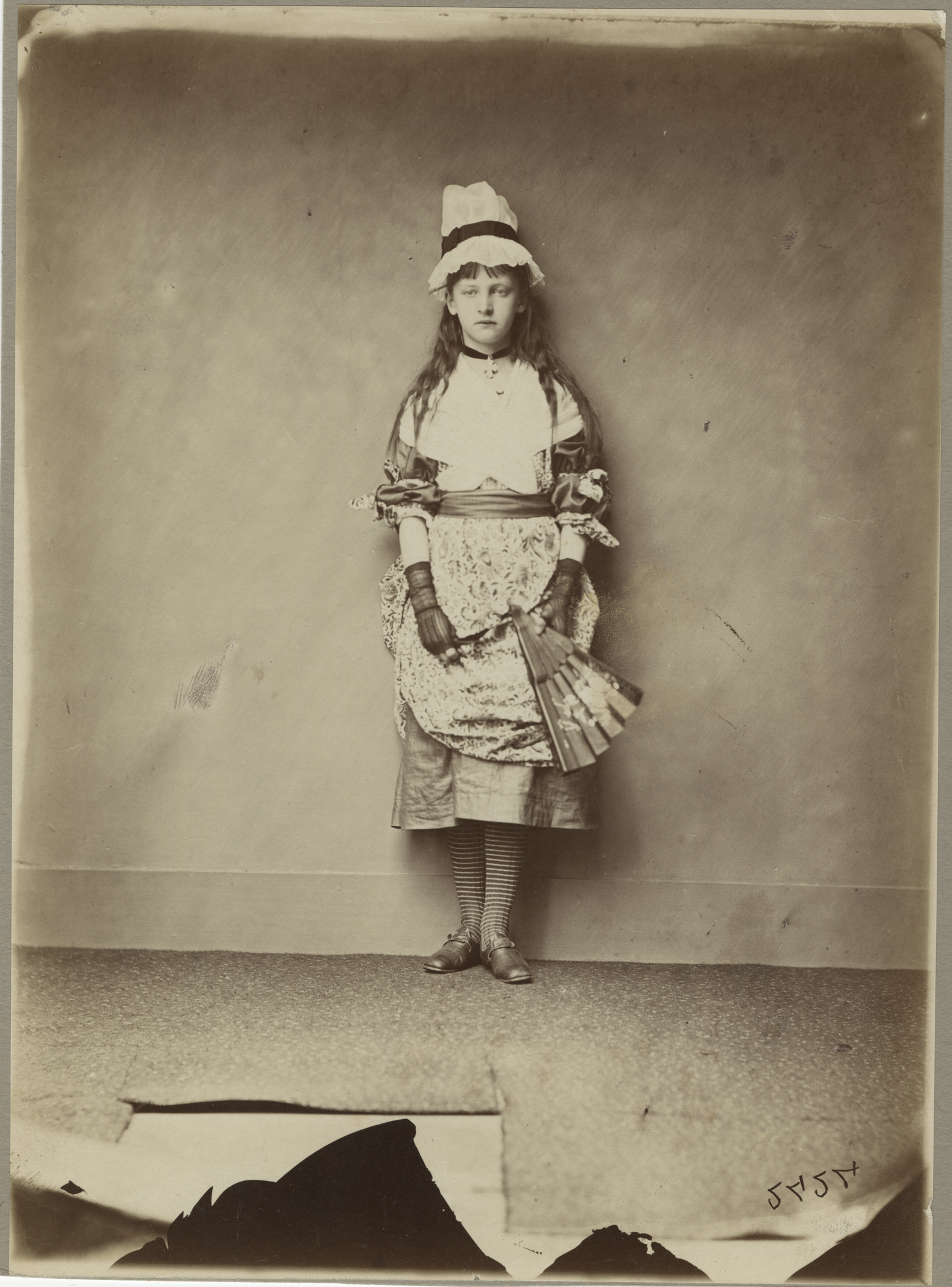
Xie Kitchinová jako Penelope Boothby, stojící
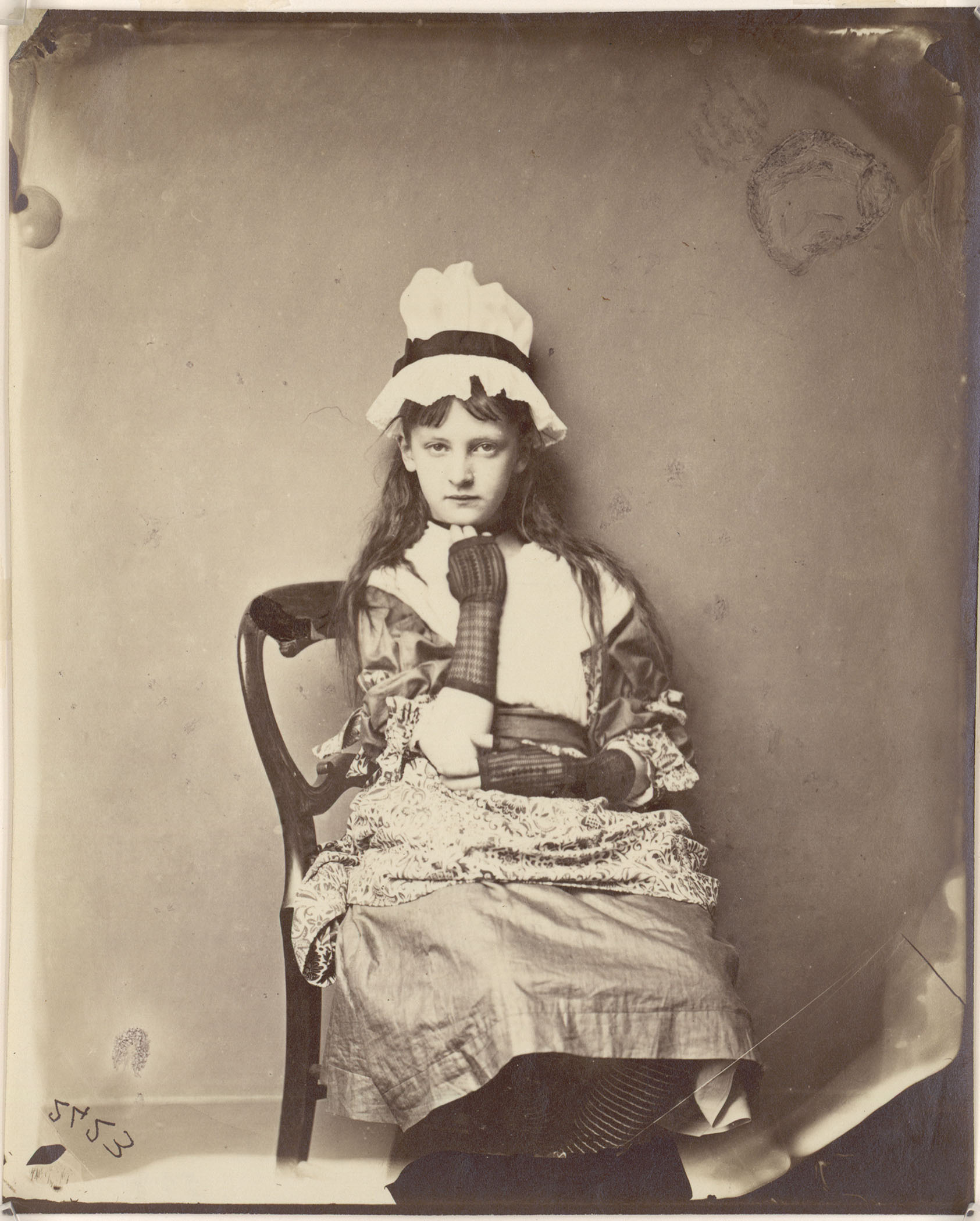
Xie Kitchinová jako Penelope Boothby
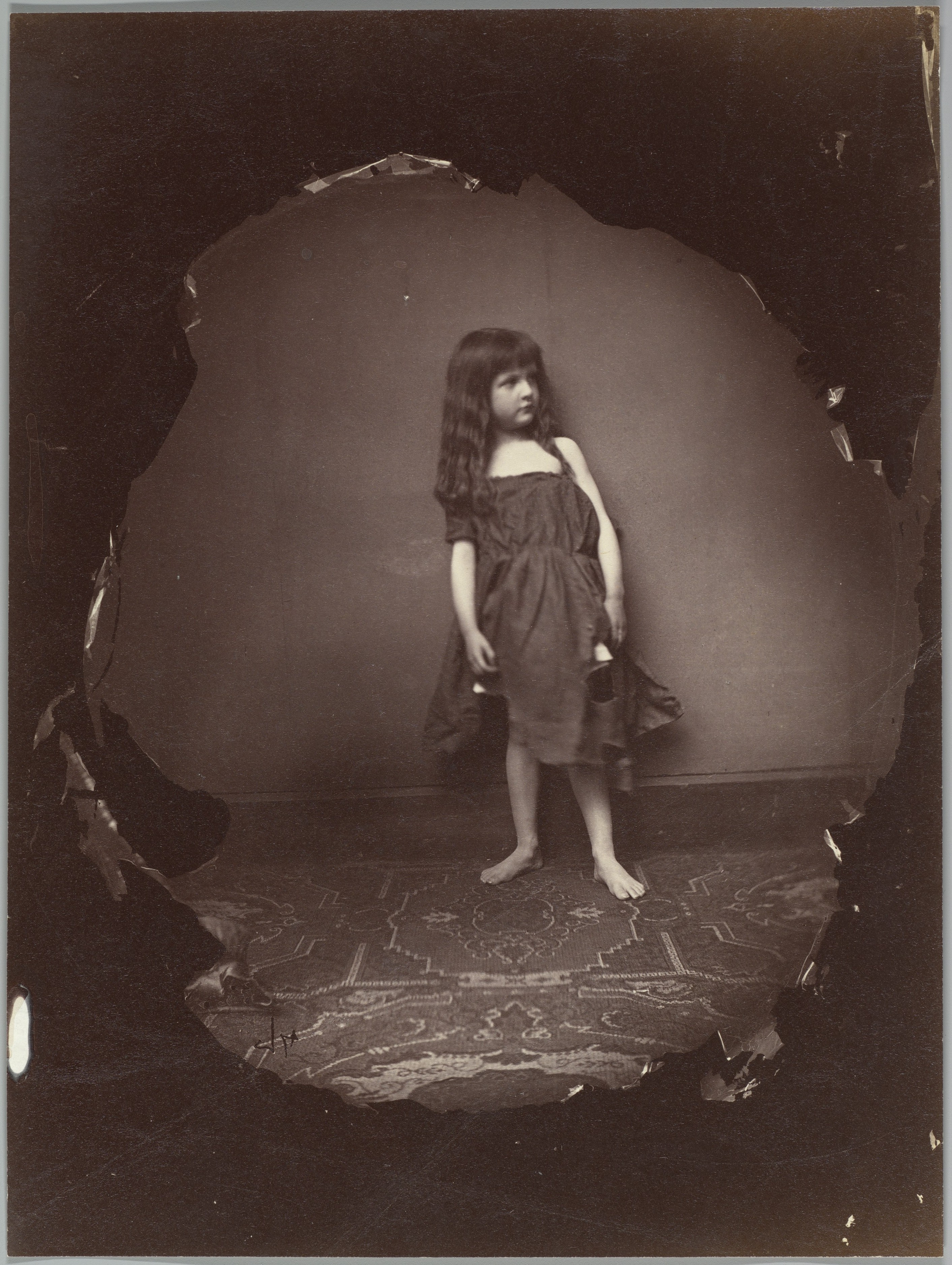
The Prettiest Doll in the World (Nejkrásnější panenka na světě)
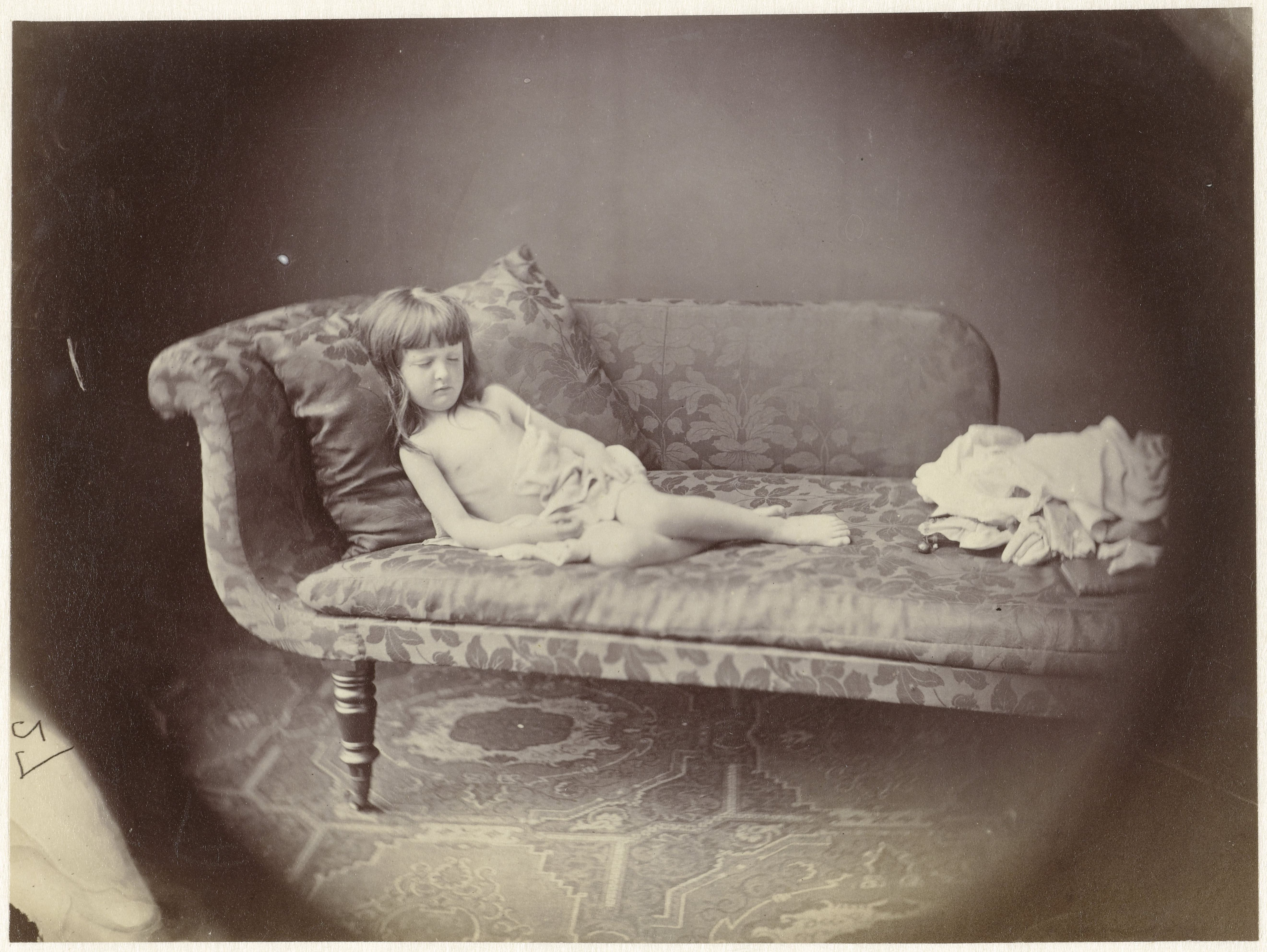
Alexandra ('Xie') Kitchinová